# Hylesia indiviosa
Hylesia indiviosa är en fjärilsart som beskrevs av Dyar 1915. Hylesia indiviosa ingår i släktet Hylesia och familjen påfågelsspinnare. Inga underarter finns listade i Catalogue of Life.